# Burundi Sport Dynamik New Look
El Burundi Sport Dynamik New Look és un club de futbol de la ciutat de Bujumbura, Burundi.

## Palmarès
- Lliga burundesa de futbol: [4]
  - 1965, 1966, 1967, 1968, 1982, 1995, 1997